# 대한민국 형법 제301조
대한민국 형법 제301조는 강간 등 상해·치상에 대한 형법각칙의 조문이다.

## 조문
第301條(強姦 등 傷害·致傷) 第297條 내지 第300條의 罪를 犯한 者가 사람을 傷害하거나 傷害에 이르게 한 때에는 無期 또는 5年 이상의 懲役에 處한다.

제301조(강간 등 상해·치상) 제297조, 제297조의2 및 제298조부터 제300조까지의 죄를 범한 자가 사람을 상해하거나 상해에 이르게 한 때에는 무기 또는 5년 이상의 징역에 처한다.

## 참고 조문
특정강력범죄의 처벌에 관한 특례법 제2조(적용 범위) (1) 이 법에서 "특정강력범죄"란 다음 각 호의 어느 하나에 해당하는 죄를 말한다.
3. 「형법」 제2편제32장 강간과 추행의 죄 중 제301조(강간등 상해·치상), 제301조의2(강간등 살인·치사)의 죄 및 흉기나 그 밖의 위험한 물건을 휴대하거나 2명 이상이 합동하여 범한 제297조(강간), 제298조(강제추행), 제299조(준강간·준강제추행), 제300조(미수범) 및 제305조(미성년자에 대한 간음, 추행)의 죄

## 판례

### 강간치상죄 또는 강간상해죄에 의한 상해
- 피해자가 성경험을 가진 여자로서 특이체질로 인해 새로 형성된 처녀막이 파열된 경우
- 강간으로 인하여 피해자로 하여금 보행불능, 수면장애, 식욕감퇴 등 기능의 장해를 일으키게 한 경우
- 강간 과정에서 피해자의 얼굴과 머리를 때려 피해자가 코피를 흘리고 콧등이 부은 경우

### 강간치상죄 또는 강간상해죄에 의한 상해가 아닌 것
강간 행위 과정에서 피해자에게 발생한 동전 크기의 상처

## 참고 문헌
- 김재윤, 손동권, 『새로운 형법각론』, 율곡출판사, 2013. ISBN 978-89-974283-4-2

## 같이 보기
- 성폭행
- 상해
- 강간치상죄
- 강간상해죄
- 특정강력범죄의 처벌에 관한 특례법